# Spawn (strip)
Spawn (echte naam Al Simmons) is een personage uit de gelijknamige strip van schrijver-tekenaar Todd McFarlane.
Spawn was (en is) een van de hoofdtitels van Image Comics, de uitgeverij die werd opgericht door Todd McFarlane, Marc Silvestri, Jim Lee, Jim Valentino, Rob Liefeld en Erik Larsen. De eerste uitgave van Spawn was in mei 1992, waar er 1.7 miljoen exemplaren van verkocht werden. De strip heeft een aantal spin-offs gekregen zoals Sam & Twitch en de Japanse manga Shadows of Spawn. Omstreeks Maart 2008 is Juniorpress in verband met financiële problemen gestopt met het uitbrengen van de Nederlandse serie. Er waren geruchten dat Z-Press, de nieuwe uitgever van Marvel in Nederland, in gesprek was met Image om de serie weer uit te brengen in Nederland. Sindsdien is Z-Press alweer gestopt met die uitgaves, zonder ooit Spawn te vertalen.
De serie draait geheel om het fictieve personage Al Simmons die, na te zijn vermoord door zijn baas, in de hel wordt opgeleid tot een zogenaamde Hellspawn.

## Verhaal
Het verhaal gaat over een officier in het Amerikaanse leger (Al Simmons) die in dienst van de CIA geheime missies uitvoert. Tijdens een van die missies laat zijn baas, Jason Wynn, hem vermoorden. Al sterft doordat hij in brand werd gestoken, en komt daarna in de hel terecht, waar hij het op een akkoordje met de heersende duivel (Malebolgia) gooit, uit liefde voor zijn vrouw Wanda. Al wil zijn vrouw zien en in ruil zal hij officier in het duivelse leger van Malebolgia worden. Malebolgia laat hem daarop terugkeren, maar wel vijf jaar na Al's dood én met een danig verbrande huid. Twee redenen waardoor Wanda Al nooit meer zou herkennen. Wanda is na de dood van Al verliefd geworden op Al's beste vriend (Terry Fitzgerald) waarmee ze tevens een kind (Cyan) heeft gekregen. Dit wordt Al te veel. Hij rebelleert tegen Malebolgia en blijft op aarde, waar hij zich terugtrekt in de steegjes van New York en aldaar de 'heerser' wordt.
Spawn is uitgegroeid tot een van de bestverkochte Image-titels van het afgelopen decennium. Eind 2005 is uitgave 150 verschenen. In Nederland worden de comics ook uitgegeven, vertaald door Olav Beemer van Juniorpress. Er zijn games, actiepoppen en zelfs een film over gemaakt.

## Krachten
Spawns lichaam is behoorlijk fors, tegen de vierhonderd pond, en is geheel gemaakt van zogenaamd necroplasma (necroplasm). Dit geeft hem bovenmenselijke kracht en uithoudingsvermogen. Hoewel hij nog steeds interne organen heeft, functioneren deze niet meer.
Spawn draagt een levend kostuum. Zijn cape, spikes, kettingen en schedels zijn allemaal onderdeel van een organisme dat verbonden is met zijn zenuwstelsel. Dit kostuum beschermt Spawn zelfs wanneer hij bewusteloos is. Het pak voedt zich met het necroplasma van Spawns lichaam. Het kostuum kan zich ook voeden met kwaadaardige energie.
Spawn bezit veel magische krachten. In de strips vóór deel 50 waren Spawns magische krachten gelimiteerd tot een zogenaamde waarde van "9999". Elke keer als hij zijn krachten gebruikte liep de teller terug. Om deze reden gebruikte Spawn zijn magische krachten maar zelden. Hij kan onder andere de doden laten opstaan, schoten van necroplasmische energie afvuren, teleporteren, van vorm veranderen, mensen genezen en vliegen.
Vanwege zijn vroegere militaire training gebruikt Spawn vaak vuurwapens als alternatief voor magie.

## Zwakheden
Spawn is vrijwel niet te stoppen en kan zolang hij buiten een gebied bekend als "De Deadzone" is, niet worden gedood, tenzij hij wordt onthoofd door een wapen van de hemel. De "Deadzone" is een plek op Aarde die toebehoort aan het domein van de hemel. Binnen dit gebied heeft Spawn geen krachten is hij in feite een normaal mens.

## Vrienden
- Grandma Blake
- Wanda (zijn vrouw toen hij stierf)
- Terry (zijn beste vriend uit de tijd dat hij de mens Al Simmons was)
- Angela (een engel)
- Cogliostro

## Vijanden
- Violator - een monster uit de hel die menselijke gedaantes aan kan nemen
- Malebolgia - de heersende duivel uit de heldimensie waar Al Simmons heen wordt gestuurd. Baas van Violator
- Overkill - huurmoordenaar van de maffia
- Cy-Gor
- Jason Wynn
- Phlebiac Brothers
- Billy Kincaid
- Chapel
- Redeemer
- Simon Pure
- Tremor

## Spin-offs
Er zijn verscheidene spin-off series geweest, gebaseerd op Spawn. Hieronder een lijstje met titels:
- Spawn the Dark Ages
- Curse of the Spawn
- Spawn the Undead
- Hellspawn
- Sam and Twitch (de agenten uit Spawn)
- Sam and Twitch: Casefiles
- Cy-Gor
- Angela (driedelig, door Neil Gaiman)
- Violator
- Violator/Badrock (waar "Celestine" weer een spin-off van is)
- Spawn Bloodfeud (vierdelig, door Alan Moore)
- Spawn: Blood & Shadows (oneshot)
- Spawn: Blood and Salvation (annual)
- Spawn: The Impaler

## Verschijningen
Spawn treedt ook op in diverse andere titels. Hier een lijst met titels:
- Batman vs Spawn War Child
- Spawn vs Batman
- Spawn vs Wildcats
- Medieval Spawn / Witchblade
- Spawn the Impaler
- Spawn Simony (Frankrijk)
- Chapel
- Badrock vs Violator

En nog diverse titels die binnenkort toegevoegd zullen worden.

## Spawn in andere media

### Film
In 1997 verscheen de verfilming van de strip Spawn, waarin het personage wordt gespeeld door Michael Jai White. Hiermee was White de eerste Afro-Amerikaan die een grote stripboek-superheld in een grote film speelde.

### Televisie
In 1997 maakte Spawn zijn geanimeerde debuut in de HBO-animatieserie Todd McFarlane's Spawn, waarin Spawn wordt ingesproken door Keith David. De serie won twee Emmy's (in 1998 en in 1999) en twee Golden Reel Awards (1998/1999).

## Merchandise
McFarlane Toys heeft zich toegelegd op het maken van de action figures van Spawn. Hier een compleet overzicht:
Series
- SPAWN SERIES 1
- SPAWN SERIES 2
- SPAWN SERIES 3
- SPAWN SERIES 4
- SPAWN SERIES 5
- SPAWN SERIES 6
- SPAWN SERIES 7
- SPAWN SERIES 8
- SPAWN THE MOVIE
- SPAWN SERIES 9: MANGA SPAWN
- SPAWN SERIES 10: MANGA SPAWN 2
- SPAWN SERIES 11: DARK AGES SPAWN
- SPAWN SERIES 12
- SPAWN SERIES 13: CURSE OF THE SPAWN
- SPAWN SERIES 14: DARK AGES SPAWN 2
- SPAWN SERIES 15: TECHNO SPAWN
- SPAWN SERIES 16: NITRO RIDERS
- SPAWN SERIES 17: SPAWN CLASSIC
- SPAWN SERIES 18: INTERLINK 6
- SPAWN SERIES 19: DARK AGES SPAWN: THE SAMURAI WARS
- SPAWN SERIES 20: SPAWN CLASSIC SERIES 2
- SPAWN SERIES 21: ALTERNATE REALITIES
- SPAWN SERIES 22: DARK AGES SPAWN: THE VIKING AGE
- SPAWN REBORN
- SPAWN SERIES 23: MUTATIONS
- SPAWN SERIES 24: THE CLASSIC COMIC COVERS
- SPAWN SERIES 25: THE CLASSIC COMIC COVERS 2
- SPAWN SERIES 26: THE ART OF SPAWN
- SPAWN SERIES 27: THE ART OF SPAWN
- SPAWN REBORN SERIES 2
- SPAWN REBORN SERIES 3
- SPAWN SERIES 28: REGENERATED
- SPAWN SERIES 29: EVOLUTIONS

Specials
- SPAWN (issue 7 cover art) REPAINT
- CLOWN 5 (CLUB EXCLUSIVE VERSION)
- 12-INCH "GUNSLINGER" SPAWN
- 12-INCH SPAWN i.095
- 12-INCH WINGS OF REDEMPTION SPAWN
- BILLY KINCAID (issue 5 art)
- 12-INCH SPAWN i.043
- THE HEAP REPAINT
- SAMURAI WARRIORS TWO-PACK
- BIKER CHICK REPAINT
- MANGA SPAWN ROBOTS TWO-PACK
- SPAWN i.098
- HELLSPAWN BIKER CHICK
- SPAWN: THE EVOLUTION TWO-PACK
- URIZEN
- SAN DIEGO COMIC-CON: SPAWN THE BLOODAXE
- LOTUS THE ANGEL WARRIOR REPAINT
- SAMURAI WARS ACCESSORY PACK
- SERIES 12: THE CREECH REPAINT
- SERIES 12: THE HEAP REPAINT
- SERIES 12: RE-ANIMATED SPAWN REPAINT
- SERIES 12: SPAWN IV REPAINT
- JASON WYNN
- BAG OF DRAGONS
- COGLIOSTRO REPAINT
- 12-INCH MANDARIN SPAWN
- FUTURE SPAWN REPAINT
- WANDA & CYAN
- SPAWN IV IN DISPLAY CASE
- COGLIOSTRO
- TERRY FITZGERALD
- MANDARIN SPAWN REPAINT
- TODD THE ARTIST
- BAG OF DEMONS
- TIFFANY THE AMAZON
- BURNT SPAWN IN DISPLAY CASE
- GODDESS IN DISPLAY CASE
- POACHER IN DISPLAY CASE
- SPIKED SPAWN IN DISPLAY CASE
- SPAWN BUST
- BLUE ANGELA
- BLACK VIOLATOR
- PEWTER ANGELA
- NECROPLASM SPAWN
- SPAWN MOVIE THREE-PACK
- GOLD PILOT SPAWN
- GOLD ANGELA
- GOLD CLOWN
- GOLD MEDIEVAL SPAWN
- GOLD OVERTKILL
- GOLD TREMOR
- GOLD VIOLATOR
- TOY FAIR 1997: SPAWN THE MOVIE: 3-INCH SPAWN
- SPAWN 3 REPAINT
- CANNES FILM FESTIVAL SPAWN
- MANGA SPAWN IN DISPLAY CASE
- GREEN COSMIC ANGELA
- SILVER NINJA SPAWN
- WHITE REDEEMER
- BRONZE VERTEBREAKER
- RED VANDALIZER
- SANSKER WITH HUMAN HEAD
- RED ANGELA
- WHITE CY-GOR
- GREEN EXO-SKELETON SPAWN
- COMMANDO SPAWN AND VIOLATOR TWO-PACK
- MEDIEVAL SPAWN AND MALEBOLGIA TWO-PACK
- SPAWN AND VIOLATOR TWO-PACK
- PEWTER MEDIEVAL SPAWN
- RED VIOLATOR
- BLUE SPAWN